# Estádio Cidade de Coimbra
Az Estádio Cidade de Coimbra egy labdarúgó-stadion Coimbraban, Portugáliában.
A stadion az Académica de Coimbra nevezetű helyi csapat otthonául szolgál. 
A 2004-es labdarúgó-Európa-bajnokság egyik helyszíne volt. Befogadóképessége 30 210 fő számára biztosított, amely mind ülőhely.

## Események

### 2004-es Európa-bajnokság
| Dátum       | Időpont UTC+2 | Pályaválasztó | Eredmény | Vendég        | Forduló   | Nézők  |
| ----------- | ------------- | ------------- | -------- | ------------- | --------- | ------ |
| 2004.06.17. | 18.00         | Anglia        | 3–0      | Svájc         | B csoport | 28 214 |
| 2004.06.21. | 20.45         | Svájc         | 1–3      | Franciaország | B csoport | 28 111 |